# Garcinia crassinervis
Garcinia crassinervis là một loài thực vật có hoa trong họ Bứa. Loài này được (Warb.) Kosterm. mô tả khoa học đầu tiên năm 1976.